# Plethodontohyla tuberata
Plethodontohyla tuberata é uma espécie de anfíbio da família Microhylidae.
É endémica de Madagáscar.
Os seus habitats naturais são: regiões subtropicais ou tropicais húmidas de alta altitude, matagal tropical ou subtropical de alta altitude, campos de altitude subtropicais ou tropicais, terras aráveis, plantações, jardins rurais e florestas secundárias altamente degradadas.
Está ameaçada por perda de habitat.